# ليونيل نشول ماكوندي
ليونيل نشول ماكوندي (25 فبراير 1995 ببلجيكا - ) هو لاعب كرة قدم بلجيكي في مركز الهجوم. شارك مع منتخب جمهورية الكونغو الديمقراطية لكرة القدم. أما مع النوادي، فقد لعب مع كيه في ميخيلين وK.S.K. Heist ‏.

## روابط خارجية
- ليونيل نشول ماكوندي على موقع قاعدة بيانات كرة القدم.إي يو (الإنجليزية)
- ليونيل نشول ماكوندي على موقع Soccerway.com (الإنجليزية)